# Huilaea macrocarpa
Espèce
Synonymes
- Chalybea macrocarpa (L.Uribe) M.E.Morales & Penneys, 2015 (préféré par NCBI)[2]
- Huilaea macrocarpa[2]

Statut de conservation UICN

 EN B1+2c : En danger
Huilaea macrocarpa est une espèce de plantes à fleurs de la famille des Melastomataceae.
Selon Plants of the World Online, c'est un synonyme de Chalybea macrocarpa. Selon ce site, la plante est originaire de Colombie (Boyacá). Elle est utilisée comme médecine et comme nourriture . 

## Liste des sous-espèces
Selon Tropicos (10 avril 2019) :
- sous-espèce Huilaea macrocarpa subsp. minor L. Uribe

## Publication originale
- Caldasia 9: 298, f. 2. 1966.